# Colorado (film fra 1921)
Colorado er en amerikansk stumfilm fra 1921 af B. Reeves Eason.

## Medvirkende
- Frank Mayo som Frank Austin
- Charles Newton som Tom Doyle
- Gloria Hope som Kitty Doyle
- Lillian West som Mrs Doyle
- Charles Le Moyne som James Kincaid
- Tom London som  David Collins
- Dan Crimmins som Lem Morgan
- Rosa Gore som Salla Morgan